# Order Narodowy Zasługi (Ekwador)
Order Narodowy Zasługi (hiszp. Orden Nacional "Al Mérito") – odznaczenie państwowe Republiki Ekwadoru ustanowione 8 października 1921, nadawane za wybitne zasługi dla narodu.

## Historia i zasady nadawania
Order powstał w wyniku modyfikacji Medalu Zasługi (Medalla "Al Mérito") ustanowionego 8 października 1921. Odznaczenie otrzymało nowy statut 2 grudnia 1929 na mocy postanowienia prezydenta Isidro Ayori. Jest przyznawane zarówno obywatelom Ekwadoru, jak i cudzoziemcom za wybitne zasługi dla narodu – cywilne lub wojskowe.
Wielkim mistrzem (dosł. „Szefem” – el Jefe) i nadającym order jest zawsze urzędujący Prezydent Ekwadoru, mający prawo do noszenia najwyższej klasy orderu – łańcucha.

## Starszeństwo i podział orderu
Orden Nacional al Mérito zajmuje drugie miejsce w kolejności starszeństwa ekwadorskich odznaczeń państwowych za Orderem Narodowym Świętego Wawrzyńca, a przed Orderem Narodowym Honorato Vásqueza.
Dzieli się na sześć klas:
- I klasa – Wielki Łańcuch (Gran Collar);
- II klasa – Krzyż Wielki (Gran Cruz);
- III klasa – Wielki Oficer (Gran Oficial);
- IV klasa – Komandor (Comandante);
- V klasa – Oficer (Oficial);
- VI klasa – Kawaler (Caballero)[1].

## Insygnia
Odznaka orderu to przy klasach II–VI stylizowana gwiazda o dwunastu emaliowanych na czerwono wiązkach promieniach, rozszerzających się na zewnątrz i przeplecionych wieńcem laurowym. Na środku awersu umieszczony jest okrągły, złoty medalion. Znajduje się na nim wizerunek szczytów andyjskich ze świecącym nad nimi Słońcem, który okala napis: „REPUBLICA DEL ECUADOR • AL MERITO”. 
Odznaka stopnia komandorskiego była niegdyś zawieszana na owalnym wieńcu laurowym.
Gwiazdę orderową – przynależną do jego dwóch najwyższych klas: Krzyża Wielkiego i Wielkiego Oficera – stanowi srebrny krzyż maltański o ramionach zakończonych kulkami, nałożony na złoty wieniec laurowy. Na środku krzyża widnieje owalny, wielobarwny, emaliowany medalion z takim samym motywem jak na odznace. Medalion otacza pokryty czerwoną emalią pierścień ze złotą inskrypcją: „REPUBLICA DEL ECUADOR • AL MERITO” (napisy na odznace i gwieździe orderowej są złożone wersalikami). 
W przypadku klasy Wielkiego Łańcucha jego odznaka ma wygląd ww. gwiazdy orderowej otoczonej ażurowym motywem.
Wstęga orderowa i wstążki są koloru żółtego z dwoma bordiurami, patrząc na wprost na order – niebieską (z lewej) i czerwoną (z prawej). Dawniej wstęga była w całości koloru żółtego. Wstążka klasy oficerskiej jest uzupełniona rozetką.